# Die Geschichte vom wahren Menschen
Die Geschichte vom wahren Menschen (auch Die Geschichte eines wahren Menschen, Erzählung vom wahren Menschen russisch Повесть о настоящем человеке) ist eine Oper (Opus 117) in drei Akten von Sergei Prokofjew.
Das Libretto verfassten Mira Mendelson und der Komponist basierend auf der gleichnamigen Novelle von Boris Polewoi (Deutsche Übersetzung Der wahre Mensch), die das Leben des sowjetischen Jagdfliegers Alexei Petrowitsch Maressjew nachzeichnet.
Die Uraufführung der Oper fand am 3. Dezember 1948 konzertant in einer einmaligen geschlossenen Aufführung im Kirow-Theater in Leningrad statt. Die szenische Erstaufführung erfolgte am 7. Oktober 1960 im Bolschoi-Theater in Moskau unter der Leitung von Mark Ermler.
Prokofjews letzte Oper war (neben Semjon Kotko von 1944) ein Stück mit betont politischem Charakter; es entstand unter dem Eindruck des zu Ende gegangenen Zweiten Weltkriegs. Die Oper basiert auf der Erzählung des Prawda-Korrespondenten Boris Polewoi, die von dem kriegsversehrten Flieger Alexei handelt, der heroisch in den Himmel zurückkehrt. Prokofjew schrieb dazu 1947: „Diese Erzählung ist meine intensivste Literaturerfahrung der letzten Zeit“; es war jenes zeitgenössische Sujet, nach dem der Komponist schon lange gesucht hatte. Beim Libretto arbeitete der Komponist mit seiner Frau Mira zusammen; dies schloss die Suche nach interessanten und prägnanten szenischen Lösungen ein. Mit an Kinochroniken erinnernden Bildern, die einander unerwartet ablösen und in gegenseitigen Kontrast stehen, bereicherte Prokofjew das Werk mit dramaturgischen Verschiebungen, durch „szenische Überblendungen.“ Dabei achtete er darauf, die ästhetischen Normen einzuhalten, die durch Beschluss des Zentralkomitees der Kommunistischen Partei am 10. Februar 1948 verankert worden waren: „Ich habe mich bei der Oper bemüht, so melodisch wie nur möglich zu sein, habe versucht, die Melodien so verständlich wie möglich zu machen.“ Tatsächlich war der Stil der Oper einfacher und unkomplizierter; die für Prokofjew typische Schärfe und Herbheit war fast verschwunden.